# Verőce vára
Verőce vára (horvátul: Stari grad Virovitica), várhely Horvátországban, a Bilo-hegység lábánál fekvő Verőce városában.

## Fekvése
A város központjában, a mai Pejácsevich-kastély helyén állt.

## Története
Verőce első vára valószínűleg a tatárjárás után épült, amikor egy fából készült erődítményt építettek, mely köré vizesárkot ástak és a Verőce-patak vizét vezették bele. 1429-ben Zsigmond király a királyi birtokot tízezer forintért Marczaly Imrének zálogba adta. Az új várat (most már kőből) Marczaly Imre és János építtette 1453 és 1474 között. Mátyás király 1474-es adománylevelében említik először. A várnak később több birtokosa is volt. A Marczalyak kihalása után Mátyás király először Eldenbach Bertoldnak adományozta, ezután Csupor Miklósnak adta, majd a Csupor Miklós halála után utolsó birtokosa a Bánffy család volt. A Bánffyak, a törökök bejöveteléig maradtak Verőce urai. 1500-ban II. Ulászló király országgyűlést tartott itt. A vár kinézetéről nem sokat tudunk. A külső falak valószínűleg egy 90-szer 100 méteres területet kerítettek. A vaskos védőfalak sarkain négy torony állt. A falakat széles, vízzel telt árokkal vették körül.
Ulama pasa pozsegai szandzsákbég török serege 1552-ben foglalta el. A vár külső segítség nélkül maradt 50 főnyi őrsége képtelen volt ellenállni a török túlerőnek, ezért utolsó kapitánya Brogyanin György feladta azt. A török közigazgatásban Verőce a Pozsegai szandzsák része volt. A török jelentős őrséget, köztük tüzérséget hagyott a várban, mely egy aga irányítása alatt 300 lovasból és 300 gyalogosból állt. A várat megerősítették és a várost is falakkal vették körül. A vár és a város 1684-ben szabadult fel a török uralom alól, amikor gróf Leslie Jakab császári tábornagy Ali béget az utolsó török parancsnokot megadásra kényszerítette. A megmaradt mintegy 300 főnyi török őrség és a mintegy ezer török lakos szabadon eltávozhatott. A vár valószínűleg a felszabadító háborúban pusztult el, maradványait a 18. század végén bontották le, mára nyoma is alig maradt.

## A vár mai állapota
Ma a Pejacsevich-kastély áll a helyén. A kastélyba a térről, egy hídon keresztül lehet bemenni, mely a kastély körüli árkot hidalja át. A víz nélküli várárok még ma is a valamikori középkori vizivárra emlékeztet. Az árok még a 20. század elején is vízzel volt elárasztva. A régészeti feltárások megtalálták a vár egykori nyugati kapujának alapfalait, melynek alsó része faragott terméskőből, felső része pedig téglából épült. Előkerültek a felvonóhíd fa pillérei is, valamint egy a várból kivezető alagút bejárata.